# Anna (manzana)
Anna es el nombre de un cultivar de manzano (Malus domestica) desarrollado por Abba Stein en el kibbutz Ein Shemer en Israel. Las frutas son de una maduración muy temprana y le va bien los climas cálidos Zona de rusticidad según el departamento USDA, de nivel mínimo de 8, y máximo de 10.

## Historia
'Anna' fue desarrollada por Abba Stein en el kibbutz Ein Shemer en Israel con el fin de obtener una manzana Golden Delicious, que se pueda cultivar en zonas casi tropicales. Una manzana normal necesita más de 500 horas de enfriamiento para poder desarrollar la flor, pero Anna florece incluso con menos de 300 horas, por lo que puede cultivarse en climas cálidos tal como en las zonas de rusticidad 8-10 correspondientes al sur de California y el sur de Texas.
'Anna' está recomendada para zonas de rusticidad 5–9, o también 6–9.
'Anna' fue introducida en Estados Unidos en 1959, y es la variedad de manzana más popular en Florida.

## Características
'Anna' tiene el color de la piel muy parecido a su familia Golden Delicious, rojo enrojecido (en un cincuenta por ciento sobre color de fondo verde o amarillo verdoso.
'Anna' florece y se cosecha en una estación muy temprana, dando una cosecha abundante y se mantiene fresca de 2 a 3 semanas.

## Usos
Es excelente para comer fresco y mantiene la forma durante la cocción. Es autoesteril, y generalmente se cultiva junto con el cultivar 'Dorsett Golden', o por 'Ein Shemer', todos los cuales pueden cultivarse en climas cálidos y proporcionar polinización cruzada el uno para el otro.

## Ploidismo
Diploide. Auto estéril.